# عروسک (رمان)
عروسک (انگلیسی: Puppet) یک رمان مهیج نوشتهٔ جوی فیلدینگ محصول سال ۲۰۰۵ است.